# وینستن میلر
وینستن میلر (انگلیسی: Winston Miller؛ ۲۲ ژوئن ۱۹۱۰ – ۲۱ ژوئن ۱۹۹۴) یک فیلم‌نامه‌نویس، تهیه‌کننده فیلم و بازیگر اهل ایالات متحده آمریکا بود. وی بین سال‌های ۱۹۲۲ تا ۱۹۷۴ میلادی فعالیت می‌کرد.
از فیلم‌ها یا مجموعه‌های تلویزیونی که وی در آن‌ها نقش داشته است می‌توان به ویرجینیایی، رشته‌کوه راکی و ماردی گرا اشاره نمود.